# Malŭk Izvor
Malŭk Izvor est un village situé dans la municipalité de Yablanitsa, dans l'oblast de Lovetch, au nord de la Bulgarie.